# Mycaranthes forbesiana
Mycaranthes forbesiana là một loài thực vật có hoa trong họ Lan. Loài này được (Kraenzl.) Rauschert mô tả khoa học đầu tiên năm 1983.